# La Chapelle-Felcourt
La Chapelle-Felcourt  là một xã thuộc tỉnh Marne trong vùng Grand Est đông nam nước Pháp. Xã nằm ở khu vực có độ cao trung bình 291 mét trên mực nước biển.